# ATP Challenger Series 2010
Los ATP Challenger Series son la segunda categoría en el tenis profesional masculino por detrás de los torneos del ATP Tour.
Los torneos de mayor dinero dentro de esta categoría (US$150.000 más hospitalidad) darán una suma de 125 puntos para el ranking de la ATP al ganador mientras que los de menor dinero (US$35.000) darán 75 puntos al ganador.

## Enero
| 4 de enero  | Internationaux de Nouvelle-Calédonie Nouméa, Nueva Caledonia, Francia Serie regular $ 75,000+H – Dura – 32S/10Q/16D Cuadro de individuales – Cuadro de dobles | Florian Mayer 6–3, 6–0                                   | Flavio Cipolla                        |                           |                           |
| 4 de enero  | Internationaux de Nouvelle-Calédonie Nouméa, Nueva Caledonia, Francia Serie regular $ 75,000+H – Dura – 32S/10Q/16D Cuadro de individuales – Cuadro de dobles | Nicolas Devilder Édouard Roger-Vasselin 5–7, 6–2, [10–8] | Flavio Cipolla Simone Vagnozzi        |                           |                           |
| 4 de enero  | Aberto de São Paulo São Paulo, Brasil Serie regular $ 125,000+H – Dura – 32S/32Q/16D Cuadro de individuales – Cuadro de dobles                                | Ricardo Mello 6–3, 6–1                                   | Eduardo Schwank                       |                           |                           |
| 4 de enero  | Aberto de São Paulo São Paulo, Brasil Serie regular $ 125,000+H – Dura – 32S/32Q/16D Cuadro de individuales – Cuadro de dobles                                | Brian Dabul Sebastián Prieto 6–3, 6–3                    | Tomasz Bednarek Mateusz Kowalczyk     |                           |                           |
| 11 de enero | Challenger Salinas Diario Expreso Salinas (Ecuador) Serie regular $ 35,000+H – Dura – 32S/25Q/16D                                                             | Brian Dabul 6–3, 6–2                                     | Nicolás Massú                         |                           |                           |
| 11 de enero | Challenger Salinas Diario Expreso Salinas (Ecuador) Serie regular $ 35,000+H – Dura – 32S/25Q/16D                                                             | Jonathan Marray Jamie Murray 6–3, 6–4                    | Sanchai Ratiwatana Sonchat Ratiwatana |                           |                           |
| 18 de enero | No se disputaron torneos. | No se disputaron torneos.                                | No se disputaron torneos.             | No se disputaron torneos. | No se disputaron torneos. |
| 25 de enero | Seguros Bolívar Open Bucaramanga Bucaramanga, Colombia Serie regular $ 35,000+H – Tierra batida – 32S/18Q/16D Cuadro de individuales – Cuadro de dobles       | Eduardo Schwank 6–4, 6–2                                 | Juan Pablo Brzezicki                  |                           |                           |
| 25 de enero | Seguros Bolívar Open Bucaramanga Bucaramanga, Colombia Serie regular $ 35,000+H – Tierra batida – 32S/18Q/16D Cuadro de individuales – Cuadro de dobles       | Pere Riba Santiago Ventura 6–2, 6–2                      | Marcelo Demoliner Rodrigo Guidolin    |                           |                           |
| 25 de enero | Intersport Heilbronn Open Heilbronn, Alemania Serie regular € 85,000+H – Dura (i) – 32S/32Q/16D Cuadro de individuales – Cuadro de dobles                     | Michael Berrer 6–3, 7–6(4)                               | Andrey Golubev                        |                           |                           |
| 25 de enero | Intersport Heilbronn Open Heilbronn, Alemania Serie regular € 85,000+H – Dura (i) – 32S/32Q/16D Cuadro de individuales – Cuadro de dobles                     | Sanchai Ratiwatana Sonchat Ratiwatana 6–4, 7–5           | Mario Ančić Lovro Zovko               |                           |                           |
| 25 de enero | Honolulu Challenger Honolulu, EE. UU Serie regular $ 50,000 – Dura – 32S/30Q/16D/3Q Cuadro de individuales – Cuadro de dobles                                 | Michael Russell 6–0, 6–3                                 | Grega Žemlja                          |                           |                           |
| 25 de enero | Honolulu Challenger Honolulu, EE. UU Serie regular $ 50,000 – Dura – 32S/30Q/16D/3Q Cuadro de individuales – Cuadro de dobles                                 | Kevin Anderson Ryler DeHeart 3–6, 7–6(2), [15–13]        | Im Kyu-tae Martin Slanar              |                           |                           |

## Febrero
| Semana de     | Torneo | Campeón                                           | Finalista                              |
| ------------- | --- | ------------------------------------------------- | -------------------------------------- |
| 1 de febrero  | McDonald's Burnie International Burnie, Australia Serie regular $ 50,000 – Dura – 32S/25Q/16D                         | Bernard Tomic 6–4, 6–2                            | Greg Jones                             |
| 1 de febrero  | McDonald's Burnie International Burnie, Australia Serie regular $ 50,000 – Dura – 32S/25Q/16D                         | Matthew Ebden Samuel Groth 6–7(8), 7–6(4), [10–8] | James Lemke Dane Propoggia             |
| 1 de febrero  | Challenger of Dallas Dallas, EE. UU Serie regular $ 50,000 – Dura (i) – 32S/32Q/16D/4Q                                | Ryan Sweeting 6–4, 6–2                            | Carsten Ball                           |
| 1 de febrero  | Challenger of Dallas Dallas, EE. UU Serie regular $ 50,000 – Dura (i) – 32S/32Q/16D/4Q                                | Scott Lipsky David Martin 7–6(7), 6–3             | Vasek Pospisil Adil Shamasdin          |
| 1 de febrero  | Kazan Kremlin Cup Kazán, Rusia Serie regular $ 50,000 – Dura (i) – 32S/30Q/16D                                        | Michał Przysiężny 7–6(5), 6–4                     | Julian Reister                         |
| 1 de febrero  | Kazan Kremlin Cup Kazán, Rusia Serie regular $ 50,000 – Dura (i) – 32S/30Q/16D                                        | Jan Mertl Yuri Schukin 6–2, 6–4                   | Tobias Kamke Julian Reister            |
| 8 de febrero  | Internazionali di Tennis di Bergamo Trofeo Trismoka Bérgamo, Italia Serie regular € 42,500+H – Dura (i) – 32S/32Q/16D | Karol Beck 6–4, 6–4                               | Gilles Müller                          |
| 8 de febrero  | Internazionali di Tennis di Bergamo Trofeo Trismoka Bérgamo, Italia Serie regular € 42,500+H – Dura (i) – 32S/32Q/16D | Jonathan Marray Jamie Murray 1–6, 7–6(2), [10–8]  | Karol Beck Jiří Krkoška                |
| 15 de febrero | GEMAX Open Belgrado, Serbia Tretorn SERIE+ € 106,500+H – Carpeta (i) – 32S/32Q/16D                                    | Karol Beck 7–5, 7–6(4)                            | Ilija Bozoljac                         |
| 15 de febrero | GEMAX Open Belgrado, Serbia Tretorn SERIE+ € 106,500+H – Carpeta (i) – 32S/32Q/16D                                    | Ilija Bozoljac Jamie Delgado 6–3, 6–3             | Dustin Brown Martin Slanar             |
| 15 de febrero | Morocco Tennis Tour - Tanger Tánger, Marruecos Serie regular € 30,000+H – Tierra batida – 32S/32Q/16D                 | Stéphane Robert 7–6(5), 6–4                       | Oleksandr Dolgopolov Jr.               |
| 15 de febrero | Morocco Tennis Tour - Tanger Tánger, Marruecos Serie regular € 30,000+H – Tierra batida – 32S/32Q/16D                 | Steve Darcis Dominik Meffert 5–7, 7–5, [10–7]     | Uladzimir Ignatik Martin Kližan        |
| 22 de febrero | Morocco Tennis Tour - Meknes Mequinez, Marruecos Serie regular € 30,000+H – Tierra batida – 32S/29Q/16D               | Oleksandr Dolgopolov Jr. 7–5, 6–2                 | Rui Machado                            |
| 22 de febrero | Morocco Tennis Tour - Meknes Mequinez, Marruecos Serie regular € 30,000+H – Tierra batida – 32S/29Q/16D               | Pablo Andújar Flavio Cipolla 6–2, 6–2             | Oleksandr Dolgopolov Jr. Artem Smirnov |

## Marzo
| Semana de   | Torneo | Campeón                                                     | Finalista                             |
| ----------- | --- | ----------------------------------------------------------- | ------------------------------------- |
| 1 de marzo  | Challenger DCNS de Cherbourg Cherburgo-Octeville, Francia Serie regular € 42,500+H – Dura (i) – 32S/32Q/16D        | Nicolas Mahut 6–4, 6–3                                      | Gilles Müller                         |
| 1 de marzo  | Challenger DCNS de Cherbourg Cherburgo-Octeville, Francia Serie regular € 42,500+H – Dura (i) – 32S/32Q/16D        | Nicolas Mahut Édouard Roger-Vasselin 6–2, 6–4               | Harsh Mankad Adil Shamasdin           |
| 8 de marzo  | Japan Indoor Tennis Championships Kyoto, Japón Serie regular $ 35,000+H – Carpeta (i) – 32S/28Q/16D/3Q             | Yuichi Sugita 4–6, 6–4, 6–1                                 | Matthew Ebden                         |
| 8 de marzo  | Japan Indoor Tennis Championships Kyoto, Japón Serie regular $ 35,000+H – Carpeta (i) – 32S/28Q/16D/3Q             | Martin Fischer Philipp Oswald 6–1, 6–2                      | Divij Sharan Vishnu Vardhan           |
| 8 de marzo  | Morocco Tennis Tour – Rabat Rabat, Marruecos Serie regular € 42,500+H – Tierra batida (i) – 32S/29Q/16D            | Rubén Ramírez Hidalgo 6–4, 6–4                              | Marcel Granollers                     |
| 8 de marzo  | Morocco Tennis Tour – Rabat Rabat, Marruecos Serie regular € 42,500+H – Tierra batida (i) – 32S/29Q/16D            | Ilija Bozoljac Daniele Bracciali 6–4, 6–4                   | Oleksandr Dolgopolov Jr. Dmitri Sitak |
| 8 de marzo  | BH Telecom Indoors Sarajevo, Bosnia y Herzegovina Serie regular € 30,000+H – Dura (i) – 32S/22Q/16D                | Édouard Roger-Vasselin 6–7(5), 6–3, 1–0, ret.               | Karol Beck                            |
| 8 de marzo  | BH Telecom Indoors Sarajevo, Bosnia y Herzegovina Serie regular € 30,000+H – Dura (i) – 32S/22Q/16D                | Nicolas Mahut Édouard Roger-Vasselin 7–6(6), 6–7(7), [10–5] | Ivan Dodig Lukáš Rosol                |
| 15 de marzo | Città di Caltanissetta Caltanissetta, Italia Serie regular € 42,500+H – Tierra batida – 32S/30Q/16D                | Robin Haase 7–5, 6–3                                        | Matteo Trevisan                       |
| 15 de marzo | Città di Caltanissetta Caltanissetta, Italia Serie regular € 42,500+H – Tierra batida – 32S/30Q/16D                | David Marrero Santiago Ventura 7–6(3), 6–4                  | Uladzimir Ignatik Martin Kližan       |
| 15 de marzo | Morocco Tennis Tour – Marrakech Marrakech, Marruecos Serie regular € 106,500+H – Tierra batida – 32S/27Q/16D       | Jarkko Nieminen 6–3, 6–2                                    | Oleksandr Dolgopolov Jr.              |
| 15 de marzo | Morocco Tennis Tour – Marrakech Marrakech, Marruecos Serie regular € 106,500+H – Tierra batida – 32S/27Q/16D       | Ilija Bozoljac Horia Tecău 6–1, 6–1                         | James Cerretani Adil Shamasdin        |
| 15 de marzo | BMW Tennis Championship Sunrise, EE. UU Serie regular $ 125,000+H – Dura – 32S/32Q/16D                             | Florian Mayer 6–4, 6–4                                      | Gilles Simon                          |
| 15 de marzo | BMW Tennis Championship Sunrise, EE. UU Serie regular $ 125,000+H – Dura – 32S/32Q/16D                             | Martin Damm Filip Polášek 4–6, 6–1, [13–11]                 | Lukáš Dlouhý Leander Paes             |
| 22 de marzo | Open Barletta Barletta, Italia Serie regular € 42,500+H – Tierra batida – 32S/31Q/16D                              | Pere Riba 6–3, ret.                                         | Steve Darcis                          |
| 22 de marzo | Open Barletta Barletta, Italia Serie regular € 42,500+H – Tierra batida – 32S/31Q/16D                              | David Marrero Santiago Ventura 6–3, 6–3                     | Ilija Bozoljac Daniele Bracciali      |
| 22 de marzo | The Jersey International Jersey, Reino Unido Serie regular € 42,500 – Dura (i) – 32S/22Q/16D                       | Jan Hernych 7–6(3), 6–4                                     | Jan Minář                             |
| 22 de marzo | The Jersey International Jersey, Reino Unido Serie regular € 42,500 – Dura (i) – 32S/22Q/16D                       | Rohan Bopanna Ken Skupski 6–2, 2–6, [10–6]                  | Jonathan Marray Jamie Murray          |
| 22 de marzo | Challenger Banque Nationale Rimouski, Canadá Serie regular $ 35,000 – Dura (i) – 32S/22Q/16D Individuales - Dobles | Rik de Voest 6–0, 7–5                                       | Tim Smyczek                           |
| 22 de marzo | Challenger Banque Nationale Rimouski, Canadá Serie regular $ 35,000 – Dura (i) – 32S/22Q/16D Individuales - Dobles | Kaden Hensel Adam Hubble 7–6(5), 3–6, [11–9]                | Scott Lipsky David Martin             |
| 29 de marzo | Tennis Napoli Cup Nápoles, Italia Serie regular € 30,000+H – Tierra batida – 32S/32Q/16D                           | Rui Machado 6–4, 6–4                                        | Federico del Bonis                    |
| 29 de marzo | Tennis Napoli Cup Nápoles, Italia Serie regular € 30,000+H – Tierra batida – 32S/32Q/16D                           | Dustin Brown Jesse Witten 7–6(4), 7–5                       | Rohan Bopanna Aisam-ul-Haq Qureshi    |
| 29 de marzo | Open Prévadiès Saint–Brieuc Saint-Brieuc, Francia Serie regular € 30,000+H – Tierra batida (i) – 32S/20Q/13D       | Michał Przysiężny 4–6, 6–2, 6–3                             | Rubén Ramírez Hidalgo                 |
| 29 de marzo | Open Prévadiès Saint–Brieuc Saint-Brieuc, Francia Serie regular € 30,000+H – Tierra batida (i) – 32S/20Q/13D       | Uladzimir Ignatik David Marrero 4–6, 6–4, [10–5]            | Brian Battistone Ryler DeHeart        |

## Abril
| Semana de   | Torneo | Campeón                                               | Finalista                                  |
| ----------- | --- | ----------------------------------------------------- | ------------------------------------------ |
| 5 de abril  | Bancolombia Open Bogotá, Colombia Serie regular $ 125,000+H – Tierra batida (i) – 32S/32Q/16D                           | João Souza 4–6, 6–4, 6–1                              | Alejandro Falla                            |
| 5 de abril  | Bancolombia Open Bogotá, Colombia Serie regular $ 125,000+H – Tierra batida (i) – 32S/32Q/16D                           | Franco Ferreiro Santiago González 6–3, 5–7, [10–7]    | Dominik Meffert Philipp Oswald             |
| 5 de abril  | Mitsubishi Electric Cup Monza, Italia Serie regular € 30,000+H – Tierra batida (i) – 32S/32Q/16D                        | Daniel Brands 6–7(4), 6–3, 6–4                        | Pablo Andújar                              |
| 5 de abril  | Mitsubishi Electric Cup Monza, Italia Serie regular € 30,000+H – Tierra batida (i) – 32S/32Q/16D                        | Daniele Bracciali David Marrero 6–3, 6–3              | Martin Fischer Frederik Nielsen            |
| 12 de abril | Baton Rouge Pro Tennis Classic Baton Rouge, EE. UU Serie regular $ 50,000 – Dura (i) – 32S/21Q/16D/4D                   | Kevin Anderson 6–7(7), 7–6(7), 6–1                    | Tobias Kamke                               |
| 12 de abril | Baton Rouge Pro Tennis Classic Baton Rouge, EE. UU Serie regular $ 50,000 – Dura (i) – 32S/21Q/16D/4D                   | Stephen Huss Joseph Sirianni 1–6, 6–2, [13–11]        | Chris Guccione Frank Moser                 |
| 12 de abril | Aberto Santa Catarina De Tenis Blumenau, Brasil Serie regular $ 35,000+H – Tierra batida (i) – 32S/32Q/16D              | Marcos Daniel 7–5, 6–7(5), 6–4                        | Bastian Knittel                            |
| 12 de abril | Aberto Santa Catarina De Tenis Blumenau, Brasil Serie regular $ 35,000+H – Tierra batida (i) – 32S/32Q/16D              | Franco Ferreiro André Sá 6–4, 6–3                     | André Ghem Simone Vagnozzi                 |
| 12 de abril | Soweto Open Johannesburgo, Sudáfrica Serie regular $ 100,000+H – Dura (i) – 32S/26Q/16D                                 | Dustin Brown 7–6(2), 6–3                              | Izak van der Merwe                         |
| 12 de abril | Soweto Open Johannesburgo, Sudáfrica Serie regular $ 100,000+H – Dura (i) – 32S/26Q/16D                                 | Nicolas Mahut Lovro Zovko 6–2, 6–2                    | Raven Klaasen Izak van der Merwe           |
| 12 de abril | Abierto Internacional del Bicentenario León León (Guanajuato), México Serie regular $ 35,000+H – Dura (i) – 32S/32Q/16D | Santiago González 3–6, 6–1, 7–5                       | Michał Przysiężny                          |
| 12 de abril | Abierto Internacional del Bicentenario León León (Guanajuato), México Serie regular $ 35,000+H – Dura (i) – 32S/32Q/16D | Santiago González Vasek Pospisil 3–6, 6–3, [10–8]     | Kaden Hensel Adam Hubble                   |
| 12 de abril | Seguros Bolívar Open Pereira Pereira (Colombia) Serie regular $ 35,000+H – Dura (i) – 32S/30Q/16D                       | Santiago Giraldo 6–3, 6–3                             | Paolo Lorenzi                              |
| 12 de abril | Seguros Bolívar Open Pereira Pereira (Colombia) Serie regular $ 35,000+H – Dura (i) – 32S/30Q/16D                       | Dominik Meffert Philipp Oswald 6–7(4), 7–6(6), [10–5] | Gero Kretschmer Alex Satschko              |
| 12 de abril | Rai Open Roma, Italia Serie regular € 30,000+H – Tierra batida (i) – 32S/32Q/16D                                        | Filippo Volandri 6–4, 7–5                             | Lamine Ouahab                              |
| 12 de abril | Rai Open Roma, Italia Serie regular € 30,000+H – Tierra batida (i) – 32S/32Q/16D                                        | Tomasz Bednarek Mateusz Kowalczyk 6–4, 7–6(4)         | Jeff Coetzee Jesse Witten                  |
| 19 de abril | Status Athens Open Atenas, Grecia Serie regular € 85,000+H – Dura (i) – 32S/32Q/16D                                     | Lu Yen-hsun 3–6, 7–6(4), 6–4                          | Rainer Schüttler                           |
| 19 de abril | Status Athens Open Atenas, Grecia Serie regular € 85,000+H – Dura (i) – 32S/32Q/16D                                     | Rik de Voest Lu Yen-hsun 6–3, 6–4                     | Robin Haase Igor Sijsling                  |
| 19 de abril | Brazil Open Series Curitiba, Brasil Serie regular $ 35,000+H – Tierra batida (i) – 32S/28Q/16D                          | Dominik Meffert 6–4, 6–7(3), 6–2                      | Ricardo Mello                              |
| 19 de abril | Brazil Open Series Curitiba, Brasil Serie regular $ 35,000+H – Tierra batida (i) – 32S/28Q/16D                          | Dominik Meffert Leonardo Tavares 3–6, 6–2, [10–2]     | Ramón Delgado André Sá                     |
| 19 de abril | Roma Open Roma, Itallia Serie regular € 30,000+H – Tierra batida (i) – 32S/32Q/16D                                      | Federico del Bonis 6–4, 6–3                           | Florian Mayer                              |
| 19 de abril | Roma Open Roma, Itallia Serie regular € 30,000+H – Tierra batida (i) – 32S/32Q/16D                                      | Mario Ančić Ivan Dodig 4–6, 7–6(8), [10–4]            | Juan Pablo Brzezicki Rubén Ramírez Hidalgo |
| 19 de abril | Tallahassee Tennis Challenger Tallahassee, EE. UU. Serie regular $ 50,000 – Dura – 32S/32Q/16D/4Q                       | Brian Dabul 4–6, 4–0, Ret.                            | Robby Ginepri                              |
| 19 de abril | Tallahassee Tennis Challenger Tallahassee, EE. UU. Serie regular $ 50,000 – Dura – 32S/32Q/16D/4Q                       | Stephen Huss Joseph Sirianni 6–2, 6–4                 | Robert Kendrick Bobby Reynolds             |
| 26 de abril | Manta Open Manta, Ecuador Serie regular $ 35,000+H – Dura (i) – 32S/23Q/15D                                             | Go Soeda 7–6(5), 6–2                                  | Ryler DeHeart                              |
| 26 de abril | Manta Open Manta, Ecuador Serie regular $ 35,000+H – Dura (i) – 32S/23Q/15D                                             | Ryler DeHeart Pierre-Ludovic Duclos 6–4, 7–5          | Martin Emmrich Andreas Siljeström          |
| 26 de abril | Prosperita Open Ostrava, República Checa Serie regular € 42,500 – Tierra batida (i) – 32S/32Q/16D                       | Lukáš Rosol 7–5, 4–6, 7–6(4)                          | Ivan Dodig                                 |
| 26 de abril | Prosperita Open Ostrava, República Checa Serie regular € 42,500 – Tierra batida (i) – 32S/32Q/16D                       | Martin Fischer Philipp Oswald 2–6, 7–6(6), [10–8]     | Tomasz Bednarek Mateusz Kowalczyk          |
| 26 de abril | Ixian Grand Aegean Tennis Cup Rodas, Grecia Serie regular € 85,000+H – Dura (i) – 32S/23Q/16D                           | Dudi Sela 7–6(3), 6–3                                 | Rainer Schüttler                           |
| 26 de abril | Ixian Grand Aegean Tennis Cup Rodas, Grecia Serie regular € 85,000+H – Dura (i) – 32S/23Q/16D                           | Dustin Brown Simon Stadler 7–6(4), 6–7(4), [10–7]     | Jonathan Marray Jamie Murray               |
| 26 de abril | Tunis Open Túnez Tretorn SERIE+ $125,000+H – Tierra batida (i) – 32S/32Q/16D                                            | José Acasuso 6–3, 6–4                                 | Daniel Brands                              |
| 26 de abril | Tunis Open Túnez Tretorn SERIE+ $125,000+H – Tierra batida (i) – 32S/32Q/16D                                            | Jeff Coetzee Kristof Vliegen 7–6(3), 6–3              | James Cerretani Adil Shamasdin             |

## Mayo
| Semana de  | Torneo | Campeón                                                   | Finalista                              |
| ---------- | --- | --------------------------------------------------------- | -------------------------------------- |
| 3 de mayo  | Israel Open Ramat HaSharon, Israel Tretorn SERIE+ $ 100,000 – Dura – 32S/32Q/16D                                | Conor Niland 5–7, 7–6(5), 6–3                             | Thiago Alves                           |
| 3 de mayo  | Israel Open Ramat HaSharon, Israel Tretorn SERIE+ $ 100,000 – Dura – 32S/32Q/16D                                | Jonathan Erlich Andy Ram 6–4, 6–3                         | Alexander Peya Simon Stadler           |
| 3 de mayo  | Palm Hills International Tennis Challenger El Cairo Egipto Serie regular $ 35,000 – Tierra batida – 32S/32Q/16D | Ivo Minář 3–6, 6–2, 6–3                                   | Simone Vagnozzi                        |
| 3 de mayo  | Palm Hills International Tennis Challenger El Cairo Egipto Serie regular $ 35,000 – Tierra batida – 32S/32Q/16D | Martin Slanar Simone Vagnozzi 6–3, 6–4                    | Andre Begemann Dustin Brown            |
| 3 de mayo  | Sanremo Tennis Cup Sanremo, Italia Serie regular € 30,000 – Tierra batida – 32S/32Q/16D                         | Gastón Gaudio 7–5, 6–0                                    | Martín Vassallo Argüello               |
| 3 de mayo  | Sanremo Tennis Cup Sanremo, Italia Serie regular € 30,000 – Tierra batida – 32S/32Q/16D                         | Diego Junqueira Martín Vassallo Argüello 2–6, 6–4, [10–8] | Carlos Berlocq Sebastián Decoud        |
| 3 de mayo  | Tail Savannah Challenger Savannah, EE. UU. Serie regular $ 50,000 – Tierra batida – 32S/32Q/16D                 | Kei Nishikori 6–4, 6–0                                    | Ryan Sweeting                          |
| 3 de mayo  | Tail Savannah Challenger Savannah, EE. UU. Serie regular $ 50,000 – Tierra batida – 32S/32Q/16D                 | Jamie Baker James Ward 6–3, 6–4                           | Bobby Reynolds Fritz Wolmarans         |
| 10 de mayo | Canella Challenger Biella, Italia Serie regular € 30,000 – Tierra batida – 32S/32Q/16D                          | Björn Phau 6-4, 6-2                                       | Simone Bolelli                         |
| 10 de mayo | Canella Challenger Biella, Italia Serie regular € 30,000 – Tierra batida – 32S/32Q/16D                          | James Cerretani Adil Shamasdin 6–3, 2–6, [11–9]           | Dustin Brown Alessandro Motti          |
| 10 de mayo | BNP Paribas Primrose Bordeaux Burdeos, Francia Serie regular € 85,000 – Tierra batida – 32S/32Q/16D             | Richard Gasquet 4-6, 6-1, 6-4                             | Michaël Llodra                         |
| 10 de mayo | BNP Paribas Primrose Bordeaux Burdeos, Francia Serie regular € 85,000 – Tierra batida – 32S/32Q/16D             | Nicolas Mahut Édouard Roger-Vasselin 5–7, 6–3, [10–7]     | Karol Beck Leoš Friedl                 |
| 10 de mayo | Busan Open Challenger Tennis Busan, Corea del Sur Serie regular $75,000 – Dura – 32S/32Q/16D                    | Lim Yong-Kyu 6–1, 6–4                                     | Lu Yen-hsun                            |
| 10 de mayo | Busan Open Challenger Tennis Busan, Corea del Sur Serie regular $75,000 – Dura – 32S/32Q/16D                    | Rameez Junaid Alexander Peya 6–4, 7–5                     | Pierre-Ludovic Duclos Yang Tsung-hua   |
| 10 de mayo | Sarasota Open Sarasota, EE. UU. Serie regular $50,000 – Tierra batida – 32S/32Q/16D                             | Kei Nishikori 2-6, 6-3, 6-4                               | Brian Dabul                            |
| 10 de mayo | Sarasota Open Sarasota, EE. UU. Serie regular $50,000 – Tierra batida – 32S/32Q/16D                             | Brian Battistone Ryler DeHeart 5–7, 7–6(4), [10–8]        | Gero Kretschmer Alex Satschko          |
| 10 de mayo | Zagreb Open Zagreb, Croacia Serie regular € 42,500 – Tierra batida – 32S/32Q/16D                                | Yuri Schukin 6–3, 7–5                                     | Santiago Ventura                       |
| 10 de mayo | Zagreb Open Zagreb, Croacia Serie regular € 42,500 – Tierra batida – 32S/32Q/16D                                | Andre Begemann Matthew Ebden 7–6(5), 5–7, [10–3]          | Rubén Ramírez Hidalgo Santiago Ventura |
| 17 de mayo | Trofeo Paolo Corazzi Cremona, Italia Serie regular € 30,000 – Dura – 32S/32Q/16D                                | Denis Gremelmayr 6–4, 7–5                                 | Marius Copil                           |
| 17 de mayo | Trofeo Paolo Corazzi Cremona, Italia Serie regular € 30,000 – Dura – 32S/32Q/16D                                | Alexander Peya Martin Slanar 7–5, 7–5                     | Rik de Voest Izak van der Merwe        |
| 17 de mayo | Fergana Challenger Fergana, Uzbekistán Serie regular $ 35,000 – Dura – 32S/32Q/16D                              | Evgeny Kirillov 6–3, 2–6, 6–2                             | Zhang Ze                               |
| 17 de mayo | Fergana Challenger Fergana, Uzbekistán Serie regular $ 35,000 – Dura – 32S/32Q/16D                              | Brendan Evans Toshihide Matsui 3–6, 6–3, [10–8]           | Gong Maoxin Li Zhe                     |
| 24 de mayo | Trofeo Cassa di Risparmio Alessandria Alessandria, Italia Serie regular € 30,000 – Tierra batida – 32S/32Q/16D  | Björn Phau 7–6(6), 2–6, 6–2                               | Carlos Berlocq                         |
| 24 de mayo | Trofeo Cassa di Risparmio Alessandria Alessandria, Italia Serie regular € 30,000 – Tierra batida – 32S/32Q/16D  | Ivan Dodig Lovro Zovko 6–4, 6–4                           | Marco Crugnola Daniel Muñoz-de la Nava |
| 24 de mayo | USTA LA Tennis Open Carson, EE. UU. Serie regular $ 50,000 – Dura – 32S/32Q/16D                                 | Donald Young 6–4, 6–4                                     | Robert Kendrick                        |
| 24 de mayo | USTA LA Tennis Open Carson, EE. UU. Serie regular $ 50,000 – Dura – 32S/32Q/16D                                 | Brian Battistone Nicholas Monroe 5–7, 6–3, [10–4]         | Artem Sitak Leonardo Tavares           |
| 31 de mayo | Franken Challenge Fürth, Alemania Serie regular € 42,500 – Tierra batida – 32S/32Q/16D                          | Robin Haase 6–4, 6–2                                      | Tobias Kamke                           |
| 31 de mayo | Franken Challenge Fürth, Alemania Serie regular € 42,500 – Tierra batida – 32S/32Q/16D                          | Dustin Brown Rameez Junaid 6–3, 6–1                       | Martin Emmrich Joseph Sirianni         |
| 31 de mayo | AEGON Trophy Nottingham, Reino Unido Serie regular € 42,500 – Césped – 32S/32Q/16D                              | Ričardas Berankis 6–4, 6–4                                | Go Soeda                               |
| 31 de mayo | AEGON Trophy Nottingham, Reino Unido Serie regular € 42,500 – Césped – 32S/32Q/16D                              | Colin Fleming Ken Skupski 7–6(3), 6–4                     | Eric Butorac Scott Lipsky              |
| 31 de mayo | UniCredit Czech Open Prostějov, República Checa Serie regular € 106,500 – Tierra batida – 32S/32Q/16D           | Jan Hájek 6-0, ret.                                       | Radek Štěpánek                         |
| 31 de mayo | UniCredit Czech Open Prostějov, República Checa Serie regular € 106,500 – Tierra batida – 32S/32Q/16D           | Marcel Granollers David Marrero 3–6, 6–4, [10–8]          | Johan Brunström Jean-Julien Rojer      |
| 31 de mayo | Due Ponti Cup Roma, Italia Serie regular € 42,500 – Tierra batida – 32S/32Q/16D                                 | Filippo Volandri 6–3, 6–2                                 | Reda El Amrani                         |
| 31 de mayo | Due Ponti Cup Roma, Italia Serie regular € 42,500 – Tierra batida – 32S/32Q/16D                                 | Santiago González Travis Rettenmaier 6–2, 6–4             | Sadik Kadir Purav Raja                 |
| 31 de mayo | Weil Tennis Academy Challenger Ojai, EE. UU. Serie regular $ 50,000 – Dura – 32S/32Q/16D                        | Bobby Reynolds 3–6, 7–5, 7–5                              | Marinko Matosevic                      |
| 31 de mayo | Weil Tennis Academy Challenger Ojai, EE. UU. Serie regular $ 50,000 – Dura – 32S/32Q/16D                        | Artem Sitak Leonardo Tavares 4–6, 6–4, [10–8]             | Harsh Mankad Izak van der Merwe        |

## Junio
| Semana de   | Torneo                                                                                            | Campeón                                                 | Finalista                            |
| ----------- | ------------------------------------------------------------------------------------------------- | ------------------------------------------------------- | ------------------------------------ |
| 7 de junio  | Košice Open Košice, Eslovaquia Serie regular € 30,000 – Tierra batida – 32S/32Q/16D               | Rubén Ramírez Hidalgo 6–3, 6–2                          | Filip Krajinović                     |
| 7 de junio  | Košice Open Košice, Eslovaquia Serie regular € 30,000 – Tierra batida – 32S/32Q/16D               | Miloslav Mečíř Jr. Marek Semjan 3–6, 6–1, [13–11]       | Ricardo Hocevar Caio Zampieri        |
| 7 de junio  | BSI Challenger Lugano Lugano, Suiza Serie regular € 85,000 – Tierra batida – 32S/32Q/16D          | Stanislas Wawrinka 6–7(2), 6–2, 6–1                     | Potito Starace                       |
| 7 de junio  | BSI Challenger Lugano Lugano, Suiza Serie regular € 85,000 – Tierra batida – 32S/32Q/16D          | Frederico Gil Christophe Rochus 7–5, 7–6(3)             | Santiago González Travis Rettenmaier |
| 14 de junio | ZRE Katowice Bytom Open Bytom, Polonia Serie regular € 30,000 – Tierra batida – 32S/32Q/16D       | Pere Riba 6–0, 6–3                                      | Facundo Bagnis                       |
| 14 de junio | ZRE Katowice Bytom Open Bytom, Polonia Serie regular € 30,000 – Tierra batida – 32S/32Q/16D       | Ivo Klec Artem Smirnov 1–6, 6–3, [10–3]                 | Konstantin Kravchuk Ivan Sergeyev    |
| 14 de junio | Aspria Tennis Cup Milán, Italia Serie regular € 30,000 – Tierra batida – 32S/32Q/16D              | Frederico Gil 6–1, 7–5                                  | Máximo González                      |
| 14 de junio | Aspria Tennis Cup Milán, Italia Serie regular € 30,000 – Tierra batida – 32S/32Q/16D              | Daniele Bracciali Rubén Ramírez Hidalgo 6–4, 7–5        | James Cerretani Jeff Coetzee         |
| 21 de junio | Marburg Open Marburgo, Alemania Serie regular € 30,000 – Tierra batida – 32S/32Q/16D              | Simone Vagnozzi 2–6, 6–3, 7–5                           | Ivo Minář                            |
| 21 de junio | Marburg Open Marburgo, Alemania Serie regular € 30,000 – Tierra batida – 32S/32Q/16D              | Matthias Bachinger Denis Gremelmayr 6–4, 6–4            | Guillermo Olaso Grega Žemlja         |
| 21 de junio | Camparini Gioielli Cup Reggio Emilia, Italia Serie regular € 42,500 – Tierra batida – 32S/32Q/16D | Carlos Berlocq 6–0, 7–6(1)                              | Pablo Andújar                        |
| 21 de junio | Camparini Gioielli Cup Reggio Emilia, Italia Serie regular € 42,500 – Tierra batida – 32S/32Q/16D | Philipp Oswald Martin Slanar 6–2, 5–7, [10–6]           | Sadik Kadir Purav Raja               |
| 28 de junio | Nord LB Open Braunschweig, Alemania Serie regular € 106,500+H – Tierra batida – 32S/32Q/16D       | Mikhail Kukushkin 6–2, 3–0 retiro                       | Marcos Daniel                        |
| 28 de junio | Nord LB Open Braunschweig, Alemania Serie regular € 106,500+H – Tierra batida – 32S/32Q/16D       | Leonardo Tavares Simone Vagnozzi 7–5, 7–6(4)            | Igor Kunitsyn Yuri Schukin           |
| 28 de junio | Sporting Challenger Turín, Italia Tretorn SERIE+ € 85,000+H – Tierra batida – 32S/32Q/16D         | Simone Bolelli 7–6(7), 6–2                              | Potito Starace                       |
| 28 de junio | Sporting Challenger Turín, Italia Tretorn SERIE+ € 85,000+H – Tierra batida – 32S/32Q/16D         | Carlos Berlocq Frederico Gil 6–3, 7–6(5)                | Daniele Bracciali Potito Starace     |
| 28 de junio | Nielsen Pro Tennis Championship Winnetka, EE. UU. Serie regular $ 50,000 – Dura – 32S/21Q/16D     | Brian Dabul 6–1, 1–6, 6–1                               | Tim Smyczek                          |
| 28 de junio | Nielsen Pro Tennis Championship Winnetka, EE. UU. Serie regular $ 50,000 – Dura – 32S/21Q/16D     | Ryler DeHeart Pierre-Ludovic Duclos 7–6(4), 4–6, [10–8] | Rik de Voest Somdev Devvarman        |
| 28 de junio | Arad Challenger Arad, Rumania Serie regular € 30,000+H – Tierra batida – 32S/32Q/16D              | David Guez 6–3, 6–1                                     | Benoît Paire                         |
| 28 de junio | Arad Challenger Arad, Rumania Serie regular € 30,000+H – Tierra batida – 32S/32Q/16D              | Daniel Muñoz-de la Nava Sergio Pérez-Pérez 6–4, 6–1     | Franko Škugor Ivan Zovko             |

## Julio
| Semana de   | Torneo                                                                                                 | Campeón                                                    | Finalista                                |
| ----------- | --- | ---------------------------------------------------------- | ---------------------------------------- |
| 5 de julio  | Open Diputación Ciudad de Pozoblanco Pozoblanco, España Tretorn SERIE+ € 85,000+H – dura – 32S/32Q/16D | Rubén Ramírez Hidalgo 7–6(6), 6–4                          | Roberto Bautista-Agut                    |
| 5 de julio  | Open Diputación Ciudad de Pozoblanco Pozoblanco, España Tretorn SERIE+ € 85,000+H – dura – 32S/32Q/16D | Marcel Granollers Gerard Granollers-Pujol 6–4, 4–6, [10–4] | Brian Battistone Filip Prpic             |
| 5 de julio  | Siemens Open Scheveningen, Holanda Tretorn SERIE+ € 42,500+H – Tierra batida – 32S/32Q/16D             | Denis Gremelmayr 7–5, 6–4                                  | Thomas Schoorel                          |
| 5 de julio  | Siemens Open Scheveningen, Holanda Tretorn SERIE+ € 42,500+H – Tierra batida – 32S/32Q/16D             | Franco Ferreiro Harsh Mankad 6–4, 3–6, [10–7]              | Rameez Junaid Philipp Marx               |
| 5 de julio  | Oberstaufen Cup Oberstaufen, Alemania Serie regular € 30,000+H – Tierra batida – 32S/32Q/16D           | Martin Fischer 6–3, 6–4                                    | Cedrik-Marcel Stebe                      |
| 5 de julio  | Oberstaufen Cup Oberstaufen, Alemania Serie regular € 30,000+H – Tierra batida – 32S/32Q/16D           | Frank Moser Lukáš Rosol 6–0, 7–5                           | Hans Podlipnik-Castillo Max Raditschnigg |
| 5 de julio  | Carisap Tennis Cup San Benedetto, Italia Serie regular € 30,000+H – Tierra batida – 32S/32Q/16D        | Carlos Berlocq 6–3, 4–6, 6–4                               | Daniel Gimeno-Traver                     |
| 5 de julio  | Carisap Tennis Cup San Benedetto, Italia Serie regular € 30,000+H – Tierra batida – 32S/32Q/16D        | Thomas Fabbiano Gabriel Trujillo-Soler 7–6(4), 7–6(5)      | Francesco Aldi Daniele Giorgini          |
| 12 de julio | Seguros Bolívar Open Bogotá Bogotá, Colombia Serie regular € 125,000+H – Tierra batida – 32S/32Q/16D   | Robert Farah 6–3, 2–6, 7–6(3)                              | Carlos Salamanca                         |
| 12 de julio | Seguros Bolívar Open Bogotá Bogotá, Colombia Serie regular € 125,000+H – Tierra batida – 32S/32Q/16D   | Juan Sebastián Cabal Robert Farah 7–6(4), 6–4              | Víctor Estrella Alejandro González       |
| 12 de julio | Comerica Bank Challenger Aptos, EE. UU. Serie regular € 75,000 – Dura – 32S/32Q/16D                    | Marinko Matosevic 6–4, 6–2                                 | Donald Young                             |
| 12 de julio | Comerica Bank Challenger Aptos, EE. UU. Serie regular € 75,000 – Dura – 32S/32Q/16D                    | Carsten Ball Chris Guccione 6–1, 6–3                       | Adam Feeney Greg Jones                   |
| 12 de julio | Riviera di Rimini Challenger Rimini, Italia Serie regular € 42,500+H – Tierra batida – 32S/32Q/16D     | Paolo Lorenzi 6–2, 6–0                                     | Federico del Bonis                       |
| 12 de julio | Riviera di Rimini Challenger Rimini, Italia Serie regular € 42,500+H – Tierra batida – 32S/32Q/16D     | Giulio di Meo Adrian Ungur 7–6(6), 3–6, [10–7]             | Juan Pablo Brzezicki Alexander Peya      |
| 19 de julio | Poznań Porsche Open Posnania, Polonia Tretorn SERIE+ € 85,000+H – Tierra batida – 32S/32Q/16D          | Denis Gremelmayr 6–1, 6–2                                  | Andrey Kuznetsov                         |
| 19 de julio | Poznań Porsche Open Posnania, Polonia Tretorn SERIE+ € 85,000+H – Tierra batida – 32S/32Q/16D          | Rui Machado Daniel Muñoz-de la Nava 6–2, 6–3               | James Cerretani Adil Shamasdin           |
| 19 de julio | Trofeo Bellaveglia Orbetello, Italia Serie regular € 64,000+H – Tierra batida – 32S/32Q/16D            | Pablo Andújar 6–4, 6–3                                     | Édouard Roger-Vasselin                   |
| 19 de julio | Trofeo Bellaveglia Orbetello, Italia Serie regular € 64,000+H – Tierra batida – 32S/32Q/16D            | Alessio di Mauro Alessandro Motti 6–2, 3–6, [10–3]         | Nikola Mektić Ivan Zovko                 |
| 19 de julio | Fifth Third Bank Tennis Championships Lexington, EE. UU. Serie regular € 50,000 – Dura – 32S/32Q/16D   | Carsten Ball 6–4, 7–6(1)                                   | Jesse Levine                             |
| 19 de julio | Fifth Third Bank Tennis Championships Lexington, EE. UU. Serie regular € 50,000 – Dura – 32S/32Q/16D   | Raven Klaasen Izak van der Merwe 5–7, 6–4, [10–7]          | Kaden Hensel Adam Hubble                 |
| 19 de julio | Penza Cup Penza, Rusia Serie regular € 50,000 – Dura – 32S/32Q/16D                                     | Mikhail Kukushkin 6–3, 6–7(3), 6–3                         | Konstantin Kravchuk                      |
| 19 de julio | Penza Cup Penza, Rusia Serie regular € 50,000 – Dura – 32S/32Q/16D                                     | Michail Elgin Nikolaus Moser 6–4, 6–4                      | Alexander Bury Kiryl Harbatsiuk          |
| 19 de julio | Guzzini Challenger Recanati, Italia Serie regular € 30,000+H – Dura – 32S/32Q/16D                      | Stéphane Bohli 6–0, 3–6, 7–6(5)                            | Adrian Mannarino                         |
| 19 de julio | Guzzini Challenger Recanati, Italia Serie regular € 30,000+H – Dura – 32S/32Q/16D                      | Jamie Delgado Lovro Zovko 7–6(6), 6–1                      | Charles-Antoine Brézac Vincent Stouff    |
| 26 de julio | Zucchetti Kos Tennis Cup Cordenons, Italia Tretorn SERIE+ € 85,000+H – Tierra batida – 32S/32Q/16D     | Steve Darcis 6–2, 6–4                                      | Daniel Muñoz-de la Nava                  |
| 26 de julio | Zucchetti Kos Tennis Cup Cordenons, Italia Tretorn SERIE+ € 85,000+H – Tierra batida – 32S/32Q/16D     | Robin Haase Rogier Wassen 7–6(14), 7–5                     | James Cerretani Adil Shamasdin           |
| 26 de julio | Challenger Banque Nationale de Granby Granby, Canadá Serie regular $ 50,000+H – Dura – 32S/32Q/16D     | Tobias Kamke 6–3, 7–6(4)                                   | Milos Raonic                             |
| 26 de julio | Challenger Banque Nationale de Granby Granby, Canadá Serie regular $ 50,000+H – Dura – 32S/32Q/16D     | Frederik Nielsen Joseph Sirianni 4–6, 6–4, [10–6]          | Sanchai Ratiwatana Sonchat Ratiwatana    |
| 26 de julio | Mordovia Cup Saransk, Rusia Serie regular $50,000 – Tierra batida – 32S/32Q/16D                        | Ivan Sergeyev 7–6(2), 6–1                                  | Marek Semjan                             |
| 26 de julio | Mordovia Cup Saransk, Rusia Serie regular $50,000 – Tierra batida – 32S/32Q/16D                        | Ilya Belyaev Michail Elgin 3–6, 7–6(6), [11–9]             | Denys Molchanov Artem Smirnov            |
| 26 de julio | Tampere Open Tampere, Finlandia Serie regular € 42,500 – Tierra batida – 32S/32Q/16D                   | Éric Prodon 6–4, 6–4                                       | Leonardo Tavares                         |
| 26 de julio | Tampere Open Tampere, Finlandia Serie regular € 42,500 – Tierra batida – 32S/32Q/16D                   | João Sousa Leonardo Tavares 7–6(3), 7–5                    | Andis Juška Deniss Pavlovs               |

## Agosto
| Semana de    | Torneo | Campeón                                              | Finalista                                |
| ------------ | --- | ---------------------------------------------------- | ---------------------------------------- |
| 2 de agosto  | Odlum Brown Vancouver Open Vancouver, Canadá Serie regular $ 100,000 - Dura - 32S/17Q/16D/3Q                                 | Dudi Sela 7–5, 6–2                                   | Ričardas Berankis                        |
| 2 de agosto  | Odlum Brown Vancouver Open Vancouver, Canadá Serie regular $ 100,000 - Dura - 32S/17Q/16D/3Q                                 | Treat Conrad Huey Dominic Inglot 6–4, 7–5            | Ryan Harrison Jesse Levine               |
| 2 de agosto  | Open Castilla y León Segovia, España Tretorn SERIE+ € 85,000 +H - Dura - 32S/29Q/16D                                         | Daniel Gimeno-Traver 6–4, 7–6(2)                     | Adrian Mannarino                         |
| 2 de agosto  | Open Castilla y León Segovia, España Tretorn SERIE+ € 85,000 +H - Dura - 32S/29Q/16D                                         | Thiago Alves Franco Ferreiro 6–2, 5–7, [10–8]        | Brian Battistone Harsh Mankad            |
| 2 de agosto  | San Marino CEPU Open , San Marino Tretorn SERIE+ € 85,000+H - Tierra batida - 32S/24Q/16D                                    | Robin Haase 6–2, 7–6(8)                              | Filippo Volandri                         |
| 2 de agosto  | San Marino CEPU Open , San Marino Tretorn SERIE+ € 85,000+H - Tierra batida - 32S/24Q/16D                                    | Daniele Bracciali Lovro Zovko 3–6, 6–2, [10–5]       | Yves Allegro James Cerretani             |
| 2 de agosto  | Beijing International Challenger Pekín, China Serie regular $ 75,000+H – Dura – 32S/32Q/16D                                  | Franko Škugor 4–6, 6–4, 6–3                          | Laurent Recouderc                        |
| 2 de agosto  | Beijing International Challenger Pekín, China Serie regular $ 75,000+H – Dura – 32S/32Q/16D                                  | Pierre-Ludovic Duclos Artem Sitak 7–6(4), 7–6(5)     | Sadik Kadir Purav Raja                   |
| 2 de agosto  | Austrian Open Kitzbühel Kitzbühel, Austria Serie regular € 64,000+H – Tierra batida – 32S/32Q/16D                            | Andreas Seppi 6–2, 6–1                               | Victor Crivoi                            |
| 2 de agosto  | Austrian Open Kitzbühel Kitzbühel, Austria Serie regular € 64,000+H – Tierra batida – 32S/32Q/16D                            | Dustin Brown Rogier Wassen 3–6, 7–5, [10–7]          | Hans Podlipnik-Castillo Max Raditschnigg |
| 2 de agosto  | MasterCard Tennis Cup Campos do Jordão, Brasil Serie regular $ 50,000+H - Dura - 32S/32Q/16D                                 | Izak van der Merwe 7–6(6), 6–3                       | Ricardo Mello                            |
| 2 de agosto  | MasterCard Tennis Cup Campos do Jordão, Brasil Serie regular $ 50,000+H - Dura - 32S/32Q/16D                                 | Rogério Dutra da Silva Júlio Silva 7–6(3), 6–2       | Vítor Manzini Pedro Zerbinni             |
| 9 de agosto  | American Express – TED Open Estambul, Turquía Serie regular $ 100,000+H - Dura - 32S/16Q/16D                                 | Adrian Mannarino 6-4, 3-6, 6-3                       | Mijaíl Kukushkin                         |
| 9 de agosto  | American Express – TED Open Estambul, Turquía Serie regular $ 100,000+H - Dura - 32S/16Q/16D                                 | Leoš Friedl Dušan Vemić 7-6(6), 7-6(3)               | Brian Battistone Andreas Siljeström      |
| 9 de agosto  | Levene Gouldin & Thompson Tennis Challenger Binghamton, EE. UU. Serie regular $ 50,000 - Dura - 32S/28Q/16D/4Q               | Kei Nishikori 6–3, 7–6(4)                            | Robert Kendrick                          |
| 9 de agosto  | Levene Gouldin & Thompson Tennis Challenger Binghamton, EE. UU. Serie regular $ 50,000 - Dura - 32S/28Q/16D/4Q               | Treat Conrad Huey Dominic Inglot 5–7, 7–6(2), [10–8] | Scott Lipsky David Martin                |
| 9 de agosto  | Aberto de Brasília Brasília, Brasil Serie regular $ 35,000+H - Dura - 32S/28Q/16D                                            | Tatsuma Ito 6–4, 6–4                                 | Izak van der Merwe                       |
| 9 de agosto  | Aberto de Brasília Brasília, Brasil Serie regular $ 35,000+H - Dura - 32S/28Q/16D                                            | Franco Ferreiro André Sá 7–6(5), 6–3                 | Ricardo Mello Caio Zampieri              |
| 9 de agosto  | Samarkand Challenger Samarcanda, Uzbekistán Serie regular $ 35,000+H - Tierra batida - 32S/32Q/16D                           | Andrej Martin 6–4,7–5                                | Marek Semjan                             |
| 9 de agosto  | Samarkand Challenger Samarcanda, Uzbekistán Serie regular $ 35,000+H - Tierra batida - 32S/32Q/16D                           | Andis Juška Deniss Pavlovs 7–5, 6–3                  | Lee Hsin-han Yang Tsung-hua              |
| 9 de agosto  | Trani Cup Trani, Italia Serie regular € 30,000+H - Tierra batida - 32S/16Q/16D                                               | Jesse Huta Galung 7-6(3), 6-4                        | Filippo Volandri                         |
| 9 de agosto  | Trani Cup Trani, Italia Serie regular € 30,000+H - Tierra batida - 32S/16Q/16D                                               | Thomas Fabbiano Matteo Trevisan 6-2, 7-5             | Daniele Bracciali Filippo Volandri       |
| 16 de agosto | Aberto de Bahia Salvador de Bahía, Brasil Serie regular $ 35,000+H - Dura - 32S/32Q/16D                                      | Ricardo Mello 5–7, 6–4, 6–4                          | Thiago Alves                             |
| 16 de agosto | Aberto de Bahia Salvador de Bahía, Brasil Serie regular $ 35,000+H - Dura - 32S/32Q/16D                                      | Franco Ferreiro André Sá 6-2, 6-4                    | Uladzimir Ignatik Martin Kližan          |
| 16 de agosto | Karshi Challenger Qarshi, Uzbekistán Serie regular $ 35,000+H - Dura - 32S/32Q/16D                                           | Blaž Kavčič 7–6(6), 7–6(5)                           | Michael Venus                            |
| 16 de agosto | Karshi Challenger Qarshi, Uzbekistán Serie regular $ 35,000+H - Dura - 32S/32Q/16D                                           | Gong Maoxin Li Zhe 6–3, 6–1                          | Divij Sharan Vishnu Vardhan              |
| 16 de agosto | Concurso Internacional de Tenis – San Sebastián San Sebastián, España Serie regular € 30,000+H - Tierra batida - 32S/21Q/16D | Albert Ramos-Viñolas 6–4, 6–2                        | Benoît Paire                             |
| 16 de agosto | Concurso Internacional de Tenis – San Sebastián San Sebastián, España Serie regular € 30,000+H - Tierra batida - 32S/21Q/16D | Rubén Ramírez Hidalgo Santiago Ventura 6–4, 7–6(3)   | Brian Battistone Andreas Siljeström      |
| 23 de agosto | Antonio Savoldi–Marco Cò – Trofeo Dimmidisì Manerbio, Italia Serie regular $ 64,000+H - Tierra batida - 32S/32Q/16D          | Robin Haase 6–3, 6–2                                 | Marco Crugnola                           |
| 23 de agosto | Antonio Savoldi–Marco Cò – Trofeo Dimmidisì Manerbio, Italia Serie regular $ 64,000+H - Tierra batida - 32S/32Q/16D          | Robin Haase Thomas Schoorel 6–4, 6–4                 | Diego Junqueira Gabriel Trujillo-Soler   |
| 23 de agosto | Astana Cup Astaná, Kazajistánn Serie regular $ 50,000 - Dura - 32S/32Q/16D                                                   | Igor Kunitsyn 4–6, 7–6(5), 7–6(3)                    | Konstantin Kravchuk                      |
| 23 de agosto | Astana Cup Astaná, Kazajistánn Serie regular $ 50,000 - Dura - 32S/32Q/16D                                                   | Michail Elgin Nikolaus Moser 6–0, 6–4                | Wu Di Zhang Ze                           |
| 23 de agosto | IPP Trophy Ginebra, Suiza Serie regular € 30,000+H - Tierra batida - 32S/21Q/16D                                             | Grigor Dimitrov 6-2, 4-6, 6-4                        | Pablo Andújar                            |
| 23 de agosto | IPP Trophy Ginebra, Suiza Serie regular € 30,000+H - Tierra batida - 32S/21Q/16D                                             | Gero Kretschmer Alex Satschko 6–3, 4–6, [11–9]       | Philipp Oswald Martin Slanar             |
| 30 de agosto | Città di Como Challenger Como, Italia Serie regular $ 30,000+H - Dura - 32S/32Q/16D                                          | Robin Haase 6–4, 6–3                                 | Ivo Minář                                |
| 30 de agosto | Città di Como Challenger Como, Italia Serie regular $ 30,000+H - Dura - 32S/32Q/16D                                          | Frank Moser David Škoch 5–7, 7–6(2), [10–5]          | Martin Emmrich Mateusz Kowalczyk         |

## Septiembre
| Semana de        | Torneo | Campeón                                                     | Finalista                                 |
| ---------------- | --- | ----------------------------------------------------------- | ----------------------------------------- |
| 6 de septiembre  | AON Open Challenger Génova, Italia Serie regular € 85,000+H - Tierra batida - 32S/27Q/16D                                                      | Fabio Fognini 6–4, 6–1                                      | Potito Starace                            |
| 6 de septiembre  | AON Open Challenger Génova, Italia Serie regular € 85,000+H - Tierra batida - 32S/27Q/16D                                                      | Andre Begemann Martin Emmrich 1–6, 7–6(3), [10–7]           | Brian Battistone Andreas Siljeström       |
| 6 de septiembre  | Copa Sevilla Sevilla, España Serie regular € 42,500+H - Tierra batida - 32S/32Q/16D                                                            | Albert Ramos-Viñolas 6–3, 3–6, 7–5                          | Pere Riba                                 |
| 6 de septiembre  | Copa Sevilla Sevilla, España Serie regular € 42,500+H - Tierra batida - 32S/32Q/16D                                                            | Daniel Muñoz-de la Nava Santiago Ventura 6–2, 7–5           | Nikola Ćirić Guillermo Olaso              |
| 6 de septiembre  | Trophée des Alpilles Saint-Rémy-de-Provence, Francia Serie regular € 42,500+H - Dura - 32S/14Q/16D                                             | Jerzy Janowicz 3–6, 7–6(8), 7–6(6)                          | Édouard Roger-Vasselin                    |
| 6 de septiembre  | Trophée des Alpilles Saint-Rémy-de-Provence, Francia Serie regular € 42,500+H - Dura - 32S/14Q/16D                                             | Gilles Müller Édouard Roger-Vasselin 6–0, 2–6, [13–11]      | Andis Juška Deniss Pavlovs                |
| 6 de septiembre  | TEAN International Alphen aan den Rijn, Holanda Serie regular € 42,500 - Tierra batida - 32S/32Q/16D                                           | Jesse Huta Galung 6–7(4), 6–4, 6–4                          | Thomas Schoorel                           |
| 6 de septiembre  | TEAN International Alphen aan den Rijn, Holanda Serie regular € 42,500 - Tierra batida - 32S/32Q/16D                                           | Farrukh Dustov Bertram Steinberger 6–4, 6–1                 | Roy Bruggeling Bas van der Valk           |
| 6 de septiembre  | Rijeka Open Rijeka, Croacia Serie regular € 30,000+H - Tierra batida - 32S/32Q/16D                                                             | Blaž Kavčič 6–4, 3–6, 7–6(5)                                | Rubén Ramírez Hidalgo                     |
| 6 de septiembre  | Rijeka Open Rijeka, Croacia Serie regular € 30,000+H - Tierra batida - 32S/32Q/16D                                                             | Adil Shamasdin Lovro Zovko 1–6, 7–6(9), [10–5]              | Carlos Berlocq Rubén Ramírez Hidalgo      |
| 6 de septiembre  | Braşov Challenger Braşov, Rumania Serie regular € 30,000+H - Tierra batida - 32S/19Q/15D                                                       | Éric Prodon 7–6(1), 6–3                                     | Jaroslav Pospíšil                         |
| 6 de septiembre  | Braşov Challenger Braşov, Rumania Serie regular € 30,000+H - Tierra batida - 32S/19Q/15D                                                       | Flavio Cipolla Daniele Giorgini 6–3, 6–4                    | Radu Albot Andrei Ciumac                  |
| 13 de septiembre | Pekao Szczecin Open Szczecin, Polonia Tretorn SERIE+ € 106,500+H - Tierra batida - 32S/31Q/16D                                                 | Pablo Cuevas 6–1, 6–1                                       | Igor Andreev                              |
| 13 de septiembre | Pekao Szczecin Open Szczecin, Polonia Tretorn SERIE+ € 106,500+H - Tierra batida - 32S/31Q/16D                                                 | Dustin Brown Rogier Wassen 6–4, 7–5                         | Rameez Junaid Philipp Marx                |
| 13 de septiembre | Banja Luka Challenger Banja Luka, Bosnia y Herzegovina Serie regular € 64,000 +H - Tierra batida - 32S/32Q/16D                                 | Marsel İlhan 6–0, 7–6(4)                                    | Pere Riba                                 |
| 13 de septiembre | Banja Luka Challenger Banja Luka, Bosnia y Herzegovina Serie regular € 64,000 +H - Tierra batida - 32S/32Q/16D                                 | James Cerretani David Škoch 6–1, 6–4                        | Adil Shamasdin Lovro Zovko                |
| 13 de septiembre | USTA Challenger of Oklahoma Tulsa, EE. UU Serie regular $ 50,000 - Dura - 32S/24Q/16D                                                          | Bobby Reynolds 6–3, 6–3                                     | Lester Cook                               |
| 13 de septiembre | USTA Challenger of Oklahoma Tulsa, EE. UU Serie regular $ 50,000 - Dura - 32S/24Q/16D                                                          | Andrew Anderson Fritz Wolmarans 6–2, 6–3                    | Brett Joelson Chris Klingemann            |
| 13 de septiembre | Chang-Sat Bangkok Open Bangkok, Tailandia Serie regular $ 35,000+H - Dura - 32S/32Q/16D                                                        | Grigor Dimitrov 6–1, 6–4                                    | Konstantin Kravchuk                       |
| 13 de septiembre | Chang-Sat Bangkok Open Bangkok, Tailandia Serie regular $ 35,000+H - Dura - 32S/32Q/16D                                                        | Gong Maoxin Li Zhe 6–3, 6–4                                 | Yuki Bhambri Ryler DeHeart                |
| 13 de septiembre | BH Tennis Open International Cup Belo Horizonte, Brasil Serie regular $ 35,000+H - Dura - 32S/25Q/16D                                          | Rogério Dutra da Silva 6–4, 6–3                             | Facundo Argüello                          |
| 13 de septiembre | BH Tennis Open International Cup Belo Horizonte, Brasil Serie regular $ 35,000+H - Dura - 32S/25Q/16D                                          | Rodrigo Grilli Leonardo Kirche 6–3, 6–3                     | Christian Lindell João Souza              |
| 13 de septiembre | Internazionali di Tennis dell'Umbria Todi, Italia Serie regular € 30,000+H - Tierra batida - 32S/31Q/16D                                       | Carlos Berlocq 6–4, 6–3                                     | Marcel Granollers                         |
| 13 de septiembre | Internazionali di Tennis dell'Umbria Todi, Italia Serie regular € 30,000+H - Tierra batida - 32S/31Q/16D                                       | Flavio Cipolla Alessio di Mauro 6–1, 6–4                    | Marcel Granollers Gerard Granollers-Pujol |
| 20 de septiembre | Copa Petrobras Bogotá Bogotá, Colombia Serie regular $ 75,000+H - Tierra batida - 32S/24Q/16D                                                  | João Souza 6–4, 7–6(5)                                      | Reda El Amrani                            |
| 20 de septiembre | Copa Petrobras Bogotá Bogotá, Colombia Serie regular $ 75,000+H - Tierra batida - 32S/24Q/16D                                                  | Franco Ferreiro André Sá 7–6(6), 6–4                        | Gero Kretschmer Alex Satschko             |
| 20 de septiembre | Türk Telecom İzmir Cup İzmir, Turquía Serie regular € 64,000+H - Dura - 32S/31Q/16D                                                            | Somdev Devvarman 6–4, 6–3                                   | Marsel İlhan                              |
| 20 de septiembre | Türk Telecom İzmir Cup İzmir, Turquía Serie regular € 64,000+H - Dura - 32S/31Q/16D                                                            | Rameez Junaid Frank Moser 6–2, 6–4                          | Jamie Delgado Jonathan Marray             |
| 20 de septiembre | ATP Challenger Trophy Trnava, Eslovaquia Serie regular € 64,000 - Tierra batida - 32S/21Q/16D                                                  | Jaroslav Pospíšil 6–4, 4–6, 6–3                             | Yuri Schukin                              |
| 20 de septiembre | ATP Challenger Trophy Trnava, Eslovaquia Serie regular € 64,000 - Tierra batida - 32S/21Q/16D                                                  | Karol Beck Lukáš Rosol 4–6, 7–6(3), [10–8]                  | Alexander Peya Martin Slanar              |
| 20 de septiembre | BMW Ljubljana Open Ljubljana, Eslovenia Serie regular € 42,500 - Tierra batida - 32S/30Q/16D                                                   | Blaž Kavčič 6–2, 4–6, 7–5                                   | David Goffin                              |
| 20 de septiembre | BMW Ljubljana Open Ljubljana, Eslovenia Serie regular € 42,500 - Tierra batida - 32S/30Q/16D                                                   | Nikola Mektić Ivan Zovko 3–6, 6–0, [10–3]                   | Marin Draganja Dino Marcan                |
| 20 de septiembre | Chang-Sat Bangkok 2 Open Bangkok, Tailandia Serie regular $ 35,000+H - Dura - 32S/32Q/16D                                                      | Grigor Dimitrov 6–4, 6–1                                    | Alexandre Kudryavtsev                     |
| 20 de septiembre | Chang-Sat Bangkok 2 Open Bangkok, Tailandia Serie regular $ 35,000+H - Dura - 32S/32Q/16D                                                      | Sanchai Ratiwatana Sonchat Ratiwatana 6–3, 7–5              | Frederik Nielsen Yuichi Sugita            |
| 27 de septiembre | Copa Petrobras Montevideo Montevideo, Uruguay Serie regular $ 75,000+H - Tierra batida - 32S/24Q/16D Cuadro de individuales – Cuadro de dobles | Máximo González 1–6, 6–3, 6–4                               | Pablo Cuevas                              |
| 27 de septiembre | Copa Petrobras Montevideo Montevideo, Uruguay Serie regular $ 75,000+H - Tierra batida - 32S/24Q/16D Cuadro de individuales – Cuadro de dobles | Carlos Berlocq Brian Dabul 7–5, 6–3                         | Máximo González Sebastián Prieto          |
| 27 de septiembre | Seguros Bolívar Open Cali Cali, Colombia Serie regular $ 75,000+H - Tierra batida - 32S/26Q/16D                                                | Carlos Salamanca 7–5, 3–6, 6-3                              | Júlio Silva                               |
| 27 de septiembre | Seguros Bolívar Open Cali Cali, Colombia Serie regular $ 75,000+H - Tierra batida - 32S/26Q/16D                                                | Andre Begemann Martin Emmrich 6–4, 7–6(5)                   | Gero Kretschmer Alex Satschko             |
| 27 de septiembre | Tennislife Cup Nápoles, Italia Serie regular € 42,500+H - Tierra batida - 32S/22Q/16D                                                          | Fabio Fognini 6–4, 4–2, Retiro.                             | Boris Pašanski                            |
| 27 de septiembre | Tennislife Cup Nápoles, Italia Serie regular € 42,500+H - Tierra batida - 32S/22Q/16D                                                          | Daniel Muñoz-de la Nava Simone Vagnozzi 1–6, 7–6(5), [10–6] | Andreas Haider-Maurer Bastian Knittel     |

## Octubre
| Semana de     | Torneo | Campeón                                                    | Finalista                             |
| ------------- | --- | ---------------------------------------------------------- | ------------------------------------- |
| 4 de octubre  | Ethias Trophy Mons, Bélgica Serie regular € 106,500+H - Dura (i) - 32S/32Q/16D                                 | Adrian Mannarino 7–5, 6–4                                  | Steve Darcis                          |
| 4 de octubre  | Ethias Trophy Mons, Bélgica Serie regular € 106,500+H - Dura (i) - 32S/32Q/16D                                 | Filip Polášek Igor Zelenay 3–6, 6–4, [10–5]                | Ruben Bemelmans Yannick Mertens       |
| 4 de octubre  | Challenger de Buenos Aires Buenos Aires, Argentina Serie regular $ 75,000+H - Tierra batida - 32S/32Q/16D      | Máximo González 6–4, 6–3                                   | Pablo Cuevas                          |
| 4 de octubre  | Challenger de Buenos Aires Buenos Aires, Argentina Serie regular $ 75,000+H - Tierra batida - 32S/32Q/16D      | Carlos Berlocq Brian Dabul 6–3, 6–2                        | Jorge Aguilar Federico del Bonis      |
| 4 de octubre  | Natomas Men's Professional Tennis Tournament Sacramento, EE. UU Serie regular $ 50,000 - Dura - 32S/32Q/16D/4Q | John Millman 6–3, 6–2                                      | Robert Kendrick                       |
| 4 de octubre  | Natomas Men's Professional Tennis Tournament Sacramento, EE. UU Serie regular $ 50,000 - Dura - 32S/32Q/16D/4Q | Rik de Voest Izak van der Merwe 4–6, 6–4, [10–7]           | Nicholas Monroe Donald Young          |
| 4 de octubre  | Sicilia Classic Palermo, Italia Serie regular € 42,500 - Tierra batida - 32S/30Q/16D                           | Attila Balázs 7–6(4), 2–6, 6–1                             | Martin Fischer                        |
| 4 de octubre  | Sicilia Classic Palermo, Italia Serie regular € 42,500 - Tierra batida - 32S/30Q/16D                           | Martin Fischer Philipp Oswald 4–6, 6–2, [10–6]             | Alessandro Motti Simone Vagnozzi      |
| 4 de octubre  | Cerveza Club Premium Open Quito, Ecuador Serie regular $ 35,000 - Tierra batida - 32S/30Q/16D                  | Giovanni Lapentti 2–6, 6–3, 6–4                            | João Souza                            |
| 4 de octubre  | Cerveza Club Premium Open Quito, Ecuador Serie regular $ 35,000 - Tierra batida - 32S/30Q/16D                  | Daniel Garza Eric Nunez 7–5, 6–4                           | Alejandro González Carlos Salamanca   |
| 4 de octubre  | Open Tarragona Costa Daurada Tarragona, España Serie regular € 30,000 - Tierra batida - 32S/30Q/16D            | Marcel Granollers 1–6, 7–5, 6–0                            | Jaroslav Pospíšil                     |
| 4 de octubre  | Open Tarragona Costa Daurada Tarragona, España Serie regular € 30,000 - Tierra batida - 32S/30Q/16D            | Guillermo Olaso Pere Riba 7–6(1), 4–6, [10–5]              | Pablo Andújar Gerard Granollers-Pujol |
| 11 de octubre | Tashkent Challenger Tashkent, Uzbekistán Serie regular $ 125,000+H - Dura - 32S/16Q/16D                        | Karol Beck 6–7(4), 6–4, 7–5                                | Gilles Müller                         |
| 11 de octubre | Tashkent Challenger Tashkent, Uzbekistán Serie regular $ 125,000+H - Dura - 32S/16Q/16D                        | Ross Hutchins Jamie Murray 2–6, 6–4, [10–8]                | Karol Beck Filip Polášek              |
| 11 de octubre | Copa Petrobras Asunción Asunción, Paraguay Serie regular $ 75,000+H - Tierra batida - 32S/26Q/16D              | Rui Machado 6–2, 3–6, 7–5                                  | Ramón Delgado                         |
| 11 de octubre | Copa Petrobras Asunción Asunción, Paraguay Serie regular $ 75,000+H - Tierra batida - 32S/26Q/16D              | Fabio Fognini Paolo Lorenzi 6–3, 6–4                       | Carlos Berlocq Brian Dabul            |
| 11 de octubre | Open de Rennes Rennes, Francia Serie regular € 64,000+H - Dura (i) - 32S/20Q/16D                               | Marc Gicquel 7–6(6), 4–6, 6–1                              | Stéphane Bohli                        |
| 11 de octubre | Open de Rennes Rennes, Francia Serie regular € 64,000+H - Dura (i) - 32S/20Q/16D                               | Scott Lipsky David Martin 6–4, 5–7, [12–10]                | Denis Gremelmayr Björn Phau           |
| 11 de octubre | Royal Bank of Scotland Challenger Tiburón, EE. UU Serie regular $ 50,000 - Dura - 32S/32Q/16D/4Q               | Tobias Kamke 6–1, 6–1                                      | Ryan Harrison                         |
| 11 de octubre | Royal Bank of Scotland Challenger Tiburón, EE. UU Serie regular $ 50,000 - Dura - 32S/32Q/16D/4Q               | Robert Kendrick Travis Rettenmaier 6–1, 6–4                | Ryler DeHeart Pierre-Ludovic Duclos   |
| 18 de octubre | Samsung Securities Cup Seúl, Corea del Sur Tretorn SERIE+ $ 125,000+H - Dura - 32S/32Q/16D                     | Lu Yen-hsun 6–3, 6–4                                       | Kevin Anderson                        |
| 18 de octubre | Samsung Securities Cup Seúl, Corea del Sur Tretorn SERIE+ $ 125,000+H - Dura - 32S/32Q/16D                     | Rameez Junaid Frank Moser 6–3, 6–4                         | Vasek Pospisil Adil Shamasdin         |
| 18 de octubre | Open d'Orléans Orléans, Francia Serie regular € 106,500+H - Dura (i) - 32S/28Q/16D                             | Nicolas Mahut 2–6, 7–6(6), 7–6(4)                          | Grigor Dimitrov                       |
| 18 de octubre | Open d'Orléans Orléans, Francia Serie regular € 106,500+H - Dura (i) - 32S/28Q/16D                             | Pierre-Hugues Herbert Nicolas Renavand 7–6(3), 1–6, [10–6] | Sébastien Grosjean Nicolas Mahut      |
| 18 de octubre | Copa Petrobras Santiago Santiago, Chile Derie regular $ 100,000+H - Tierra batida - 32S/13Q/16D                | Fabio Fognini 6–2, 7–6(2)                                  | Paul Capdeville                       |
| 18 de octubre | Copa Petrobras Santiago Santiago, Chile Derie regular $ 100,000+H - Tierra batida - 32S/13Q/16D                | Daniel Muñoz-de la Nava Rubén Ramírez Hidalgo 6–4, 6–2     | Nikola Ćirić Goran Tošić              |
| 18 de octubre | Calabasas Pro Tennis Championships Calabasas, EE. UU. Serie regular $ 50,000 - Dura - 32S/32Q/16D/4Q           | Marinko Matosevic 2–6, 6–4, 6–3                            | Ryan Sweeting                         |
| 18 de octubre | Calabasas Pro Tennis Championships Calabasas, EE. UU. Serie regular $ 50,000 - Dura - 32S/32Q/16D/4Q           | Ryan Harrison Travis Rettenmaier 6–3, 6–3                  | Rik de Voest Bobby Reynolds           |
| 25 de octubre | Copa Petrobras São Paulo São Paulo, Brasil Serie regular $ 75,000+H - Tierra batida - 32S/28Q/16D              | Marcos Daniel 6–1, 3–6, 6–3                                | Thomaz Bellucci                       |
| 25 de octubre | Copa Petrobras São Paulo São Paulo, Brasil Serie regular $ 75,000+H - Tierra batida - 32S/28Q/16D              | Franco Ferreiro André Sá 3–6, 7–6(2), [10–8]               | Rui Machado Daniel Muñoz-de la Nava   |

## Noviembre
| Semana de       | Torneo | Campeón                                              | Finalista                                    |
| --------------- | --- | ---------------------------------------------------- | -------------------------------------------- |
| 1 de noviembre  | President's Cup Astaná, Kazajistán Serie regular $ 125,000+H - Dura - 32S/28Q/16D                                   | Ivan Dodig 6–4, 6–3                                  | Igor Kunitsyn                                |
| 1 de noviembre  | President's Cup Astaná, Kazajistán Serie regular $ 125,000+H - Dura - 32S/28Q/16D                                   | Colin Fleming Ross Hutchins 6–3, 7–6(10)             | Mijaíl Yelguin Aleksandr Kudriávtsev         |
| 1 de noviembre  | Seguros Bolívar Open Medellín Medellín, Colombia Serie regular $ 50,000+H - Tierra batida - 32S/28Q/16D             | Marcos Daniel 6–3, 7–5                               | Juan Sebastián Cabal                         |
| 1 de noviembre  | Seguros Bolívar Open Medellín Medellín, Colombia Serie regular $ 50,000+H - Tierra batida - 32S/28Q/16D             | Juan Sebastián Cabal Robert Farah 6–3, 7–5           | Franco Ferreiro André Sá                     |
| 1 de noviembre  | Virginia National Bank Men's Pro Championship Charlottesville, EE. UU Serie regular $ 50,000 - Dura - 32S/28Q/16D   | Robert Kendrick 6–2, 6–3                             | Michael Shabaz                               |
| 1 de noviembre  | Virginia National Bank Men's Pro Championship Charlottesville, EE. UU Serie regular $ 50,000 - Dura - 32S/28Q/16D   | Robert Kendrick Donald Young 7–6(5), 7–6(3)          | Ryler DeHeart Pierre-Ludovic Duclos          |
| 1 de noviembre  | Bauer Watertechnology Cup Eckental, Alemania Serie regular $ 30,000+H - Carpeta (i) - 32S/28Q/16D                   | Igor Sijsling 3–6, 6–2, 6–3                          | Ruben Bemelmans                              |
| 1 de noviembre  | Bauer Watertechnology Cup Eckental, Alemania Serie regular $ 30,000+H - Carpeta (i) - 32S/28Q/16D                   | Scott Lipsky Rajeev Ram 6–7(2), 6–4, [10–4]          | Sanchai Ratiwatana Sonchat Ratiwatanabandera |
| 8 de noviembre  | Internazionali Tennis Val Gardena Südtirol Ortisei, Italia Serie regular $ 64,000+H - Carpeta (i) - 32S/28Q/16D     | Michał Przysiężny 6–3, 7–5                           | Lukáš Lacko                                  |
| 8 de noviembre  | Internazionali Tennis Val Gardena Südtirol Ortisei, Italia Serie regular $ 64,000+H - Carpeta (i) - 32S/28Q/16D     | Michail Elgin Alexandre Kudryavtsev 3–6, 6–3, [10–3] | Tomasz Bednarek Michał Przysiężny            |
| 8 de noviembre  | Knoxville Challenger Knoxville, EE. UU Serie regular $ 50,000+H - Dura - 32S/28Q/16D                                | Kei Nishikori 6–1, 6–4                               | Robert Kendrick                              |
| 8 de noviembre  | Knoxville Challenger Knoxville, EE. UU Serie regular $ 50,000+H - Dura - 32S/28Q/16D                                | Rik de Voest Izak van der Merwe 3–6, 6–3, [10–3]     | Alex Bogomolov Jr. Alex Kuznetsov            |
| 8 de noviembre  | Challenger Ciudad de Guayaquil Guayaquil, Ecuador Serie regular $ 50,000 - Tierra batida - 32S/28Q/16D              | Paul Capdeville 6–3, 3–6, 6–3                        | Diego Junqueira                              |
| 8 de noviembre  | Challenger Ciudad de Guayaquil Guayaquil, Ecuador Serie regular $ 50,000 - Tierra batida - 32S/28Q/16D              | Juan Sebastián Cabal Robert Farah 7–5, 7–6(3)        | Franco Ferreiro André Sá                     |
| 8 de noviembre  | Lambertz Open by STAWAG Aachen, Alemania Serie regular $ 42,500+H - Carpeta (i) - 32S/28Q/16D                       | Dustin Brown 6–3, 7–6(3)                             | Igor Sijsling                                |
| 8 de noviembre  | Lambertz Open by STAWAG Aachen, Alemania Serie regular $ 42,500+H - Carpeta (i) - 32S/28Q/16D                       | Ruben Bemelmans Igor Sijsling 6–4, 3–6, [11–9]       | Jamie Delgado Jonathan Marray                |
| 8 de noviembre  | AEGON Pro-Series Loughborough Loughborough, Reino Unido Serie regular $ 42,500+H - Dura (i) - 32S/28Q/16D           | Matthias Bachinger 6–3, 3–6, 6–1                     | Frederik Nielsen                             |
| 8 de noviembre  | AEGON Pro-Series Loughborough Loughborough, Reino Unido Serie regular $ 42,500+H - Dura (i) - 32S/28Q/16D           | Henri Kontinen Frederik Nielsen 6–2, 6–4             | Jordan Kerr Ken Skupski                      |
| 15 de noviembre | Ritro Slovak Open Bratislava, Eslovaquia Tretorn SERIE+ $ 106,500+H - Dura - 32S/28Q/16D                            | Martin Kližan 7–6(4), 6–2                            | Stefan Koubek                                |
| 15 de noviembre | Ritro Slovak Open Bratislava, Eslovaquia Tretorn SERIE+ $ 106,500+H - Dura - 32S/28Q/16D                            | Colin Fleming Jamie Murray 6–2, 3–6, [10–6]          | Travis Parrott Filip Polášek                 |
| 15 de noviembre | JSM Challenger of Champaign–Urbana Champaign, EE. UU Serie regular $ 50,000+H - Dura (i) - 32S/28Q/16D              | Alex Bogomolov Jr. 5–7, 7–6(7), 6–3                  | Amer Delić                                   |
| 15 de noviembre | JSM Challenger of Champaign–Urbana Champaign, EE. UU Serie regular $ 50,000+H - Dura (i) - 32S/28Q/16D              | Raven Klaasen Izak van der Merwe 4–6, 7–6(2), [10–4] | Ryler DeHeart Pierre-Ludovic Duclos          |
| 15 de noviembre | ATP Salzburg Indoors Salzburgo, Austria Tretorn SERIE+ $ 42,500+H - Dura (i) - 32S/28Q/16D                          | Conor Niland 7–6(5), 6–7(2), 6–2                     | Jerzy Janowicz                               |
| 15 de noviembre | ATP Salzburg Indoors Salzburgo, Austria Tretorn SERIE+ $ 42,500+H - Dura (i) - 32S/28Q/16D                          | Alexander Peya Martin Slanar 7–6(1), 6–3             | Rameez Junaid Frank Moser                    |
| 15 de noviembre | Abierto Internacional Varonil Casablanca Cancún Cancún, México Serie regular $ 35,000 - Tierra batida - 32S/28Q/16D | Pere Riba 6–4, 6–0                                   | Carlos Berlocq                               |
| 15 de noviembre | Abierto Internacional Varonil Casablanca Cancún Cancún, México Serie regular $ 35,000 - Tierra batida - 32S/28Q/16D | Víctor Estrella Santiago González 6–1, 7–6(3)        | Rainer Eitzinger César Ramírez               |
| 22 de noviembre | IPP Open Helsinki, Finlandia Serie regular $ 106,500 - Dura - 32S/28Q/16D                                           | Ričardas Berankis 6–1, 2–0, RET.                     | Michał Przysiężny                            |
| 22 de noviembre | IPP Open Helsinki, Finlandia Serie regular $ 106,500 - Dura - 32S/28Q/16D                                           | Dustin Brown Martin Emmrich 7–6(17), 0–6, [10–7]     | Henri Kontinen Jarkko Nieminen               |
| 22 de noviembre | Challenger de Buenos Aires Buenos Aires, Argentina Serie regular $ 75,000+H - Tierra batida- 32S/28Q/16D            | Diego Junqueira 6–1, 6–2                             | Juan Pablo Brzezicki                         |
| 22 de noviembre | Challenger de Buenos Aires Buenos Aires, Argentina Serie regular $ 75,000+H - Tierra batida- 32S/28Q/16D            | Carlos Berlocq Brian Dabul 7–6(4), 6–3               | Andrés Molteni Guido Pella                   |
| 22 de noviembre | Dunlop World Challenge Toyota, Japón Serie regular $ 35,000+H - Carpeta (i) - 32S/28Q/16D                           | Tatsuma Ito 6–4, 6–2                                 | Yuichi Sugita                                |
| 22 de noviembre | Dunlop World Challenge Toyota, Japón Serie regular $ 35,000+H - Carpeta (i) - 32S/28Q/16D                           | Treat Conrad Huey Purav Raja 6–1, 6–2                | Tasuku Iwami Hiroki Kondo                    |

- Datos: Q2404466